# Alburnus qalilus
Alburnus qalilus és una espècie de peix cipriniforme de la família dels ciprínids que es troba a Síria.